# Bathypallenopsis calcanea
Bathypallenopsis calcanea is een zeespin uit de familie Pallenopsidae. De soort behoort tot het geslacht Bathypallenopsis. Bathypallenopsis calcanea werd in 1933 voor het eerst wetenschappelijk beschreven door Stephensen. 